# Distretto di Lisburn
Il distretto di Lisburn era una delle suddivisioni amministrative dell'Irlanda del Nord, nel Regno Unito. Fu creato nel 1973. Apparteneva alle contee storiche di Antrim e Down.
A partire dal 1º aprile 2015 il distretto di Lisburn è stato unito a quello di Castlereagh per costituire il distretto di Lisburn e Castlereagh.